# حسن هنینی
حسن هنینی (انگلیسی: Hassan Hanini؛ زادهٔ ۲۱ اکتبر ۱۹۵۸) بازیکن فوتبال اهل مراکش بود.
از باشگاه‌هایی که در آن بازی کرده‌است می‌توان به باشگاه فوتبال بوردو و باشگاه فوتبال لانس اشاره کرد.
وی همچنین در تیم ملی فوتبال مراکش بازی کرده‌است.